# Phoenix Suns
Phoenix Suns és una franquícia de l'NBA amb seu a Phoenix, Arizona. Participa en la Divisió Pacífic de la Conferència Oest de l'NBA. Van arribar a l'NBA en l'expansió que la lliga va fer l'any 1968. Disputa els seus partits de local en el Talking Stick Resort Arena.
En els seus 48 anys d'història, l'equip ha guanyat 2 títols de conferència, 6 títols de divisió i ha disputat dues Finals de l'NBA, en 1976 i 1993, perdent ambdues. Els seus jugadors més emblemàtics podrien considerar-se tant al medallista olímpic Charles Barkley, contemporani a Michael Jordan, amb qui va disputar les finals de 1993, i va compartir el denominat Dream Team dels Estats Units l'any 1992; juntament amb el base Steve Nash, 2 vegades consecutives triat MVP (2005 i 2006) de l'NBA i 8 vegades triat pel All-Star game. És, a més, el màxim asistidor en la història del club.

## Història del club

### Primers anys
El 22 de gener de 1968, l'NBA va concedir l'expansió de dues franquícies amb seu en Phoenix i Milwaukee. Els Suns van ser el primer equip de grans lligues professionals de l'estat d'Arizona. Els principals inversors per a la franquícia de Phoenix tenien llaços propers amb la ciutat de Tucson, la segona més poblada de l'estat: 

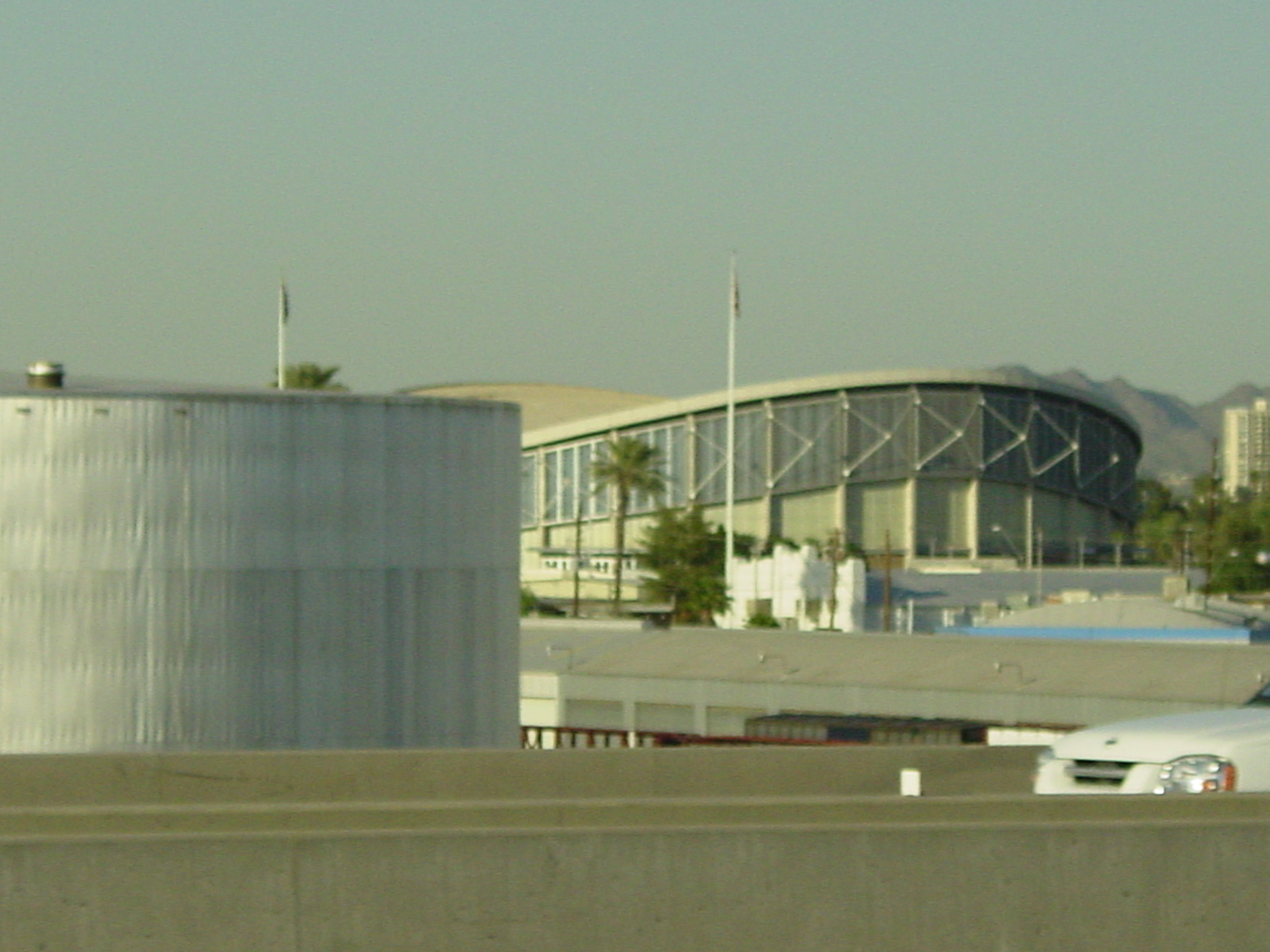
L'Arizona Veterans Memorial Coliseum va ser el pavelló dels Suns des de 1968 fins a 1992.

- Richard Bloch, un agent de borsa i promotor immobiliari del sud de Califòrnia, resident a Tucson.
- Karl Eller, propietari d'una important empresa publicitària i un dels més importants homes de negocis de Phoenix. Va ser un antic jugador de futbol americà de la Universitat d'Arizona.
- Donald Pitt, un advocat de Tucson.
- Don Diamond, un inversor immobiliari també de Tucson que finalment reemplaçaria a Eller en la direcció del club.

Els quatre eren exalumnes de la Universitat d'Arizona. A més, altres inversors van ser els actors Andy Williams i Henry Mancini. Segons la pàgina oficial de Phoenix Suns, el logo va ser dissenyat per Stanley Fabe, propietari d'una impremta de Tucson, per 200 dòlars. "Suns", com a nom per a l'equip, va ser l'escollit davant altres propostes com Scorpions, Rattlers, Thunderbirds, Wranglers, Mavericks, Tumbleweeds, Mustangs o Cougars.
Els nous Suns van triar com a gerent general a Jerry Colangelo, en aquells dies directiu de Chicago Bulls, quan tan sols comptava amb 28 anys. Colangelo al seu torn va contractar Johnny Kerr perquè ocupés el lloc d'entrenador principal de l'equip. En la temporada 1969-70, Colangelo es va haver d'encarregar de dirigir alguns partits. Cotton Fitzsimmons va substituir Colangelo com a entrenador dels Suns en la temporada 1970-71. Sota el seu comandament, l'equip va presenciar la seva primera temporada amb balanç positiu, acabant amb un registre de 48-34.
Fitzsimmons tornaria a dirigir l'equip a la fi dels anys 1980. Era una persona molt estimada per l'afició dels Suns, un popular i reeixit entrenador, comentarista i directiu de l'organització de Phoenix.
En els anys 1970, els Suns van experimentar una època d'èxit moderat, combinant els talents de jugadors com Dick Van Arsdale i el seu germà bessó Tom Van Arsdale, el membre del saló de la fama Connie Hawkins, Len "Truck" Robinson, Alvan Adams i el pivot Neal Walk. En 1976, els Suns van acabar la temporada amb 42 victòries i 40 derrotes i, sorprenentment, en els play-offs van derrotar els vigents campions Golden State Warriors. L'equip va arribar per primer cop a les finals de l'NBA i es van enfrontar a Boston Celtics en una sèrie mítica, sent derrotats per 4-2. El cinquè partit, al Boston Garden, va tenir 3 pròrrogues i és considerat per molts com el millor partit de la història de l'NBA, amb l'aler Gar Heard dels Suns anotant una cistella sobre la botzina per portar el partit a la darrera pròrroga.

### Escàndol de drogues; Colangelo pren el control
A la fi dels anys 1970 i a principis dels 80, els Suns van gaudir de diverses temporades satisfactòries, participant dels play-offs durant 8 campanyes consecutives. Però van arribar els problemes, tant dins com fora de la pista, a mitjan anys 1980. El 1987, l'Oficina del Fiscal del comtat de Maricopa va implicar 13 persones en càrrecs relacionats amb les drogues, tres d'elles eren jugadors actius dels Suns (James Edwards, Jay Humphries i Grant Gondrezick). Aquestes acusacions es van basar parcialment en el testimoni del jugador estrella Walter Davis, qui va ser exonerat. Cap dels acusats va arribar mai a judici. No obstant això, l'escàndol, malgrat que estava considerat com una caça de bruixes, va perjudicar la reputació del club en tot el país. L'escàndol va portar al fet que el gerent general, Colangelo, liderés un grup d'inversors que van comprar l'equip per 44 milions de dòlars, un rècord per aquelles dates.
Amb l'escàndol de drogues i la pèrdua del jove i prometedor pivot Nick Vanos, que va morir en un accident aeri l'agost de 1987, el club estava en hores baixes. L'adquisició dels jugadors procedents de Cleveland Cavaliers Kevin Johnson, Mark West i Tyrone Corbin a canvi de l'aler-pivot Larry Nance va millorar substancialment l'equip. A aquests se'ls va unir el 1988 Tom Chambers, que venia de jugar amb Seattle Supersonics, i la sort dels Suns va canviar radicalment, encetant en una ratxa de 13 anys classificant-se per als play-offs. Kurt Rambis va ser fitxat després del seu pas per Charlotte Hornets el 1989, i l'equip (entrenat per Fitzsimmons), en una eliminatòria impressionant, va vèncer a Los Angeles Lakers en 5 partits abans de caure eliminats a mans dels Portland Trail Blazers en les Finals de la Conferència Oest. El 1991, els Suns van signar un magnífic registre en la lliga regular de 55-27, però després van caure en la primera ronda dels play-offs enfront Utah Jazz per 3-1. El 1992, els Suns van aconseguir un rècord de 53-29 en la temporada regular. Després d'haver enviat a quatre dels seus jugadors a l'All-Star Game en els darrers dos anys (Chambers, Johnson, Hornacek i Majerle), els Suns es van conjurar per arriabar a les Finals de l'NBA. Emperò, una vegada més, van caure en 5 partits contra els Trail Blazers en les Semifinals de Conferència. Els Suns van tornar a perdre una nova oportunitat d'aconseguir l'anell, però en els propers anys van gaudir d'assoliments encara majors.

### Finals de l'NBA de 1993 i l'era de Barkley
El 1992 els Suns es van mudar al nou pavelló situat al centre de Phoenix, l'America West Arena (ara Talking Stick Resort Arena). Amb aquest nou estadi, els Suns van decidir fitxar jugadors de qualitat i donar-li a l'afició motius per omplir-ho. El primer en arribar va ser l'ala-pivot all-star Charles Barkley, fruit d'un intercanvi amb els 76ers per Jeff Hornacek, Andrew Lang i Tim Perry. La incorporació de Barkley, una de les majors estrelles de l'NBA, per part dels Suns —un equip acostumat a fitxatges més aviat modests— va ser considerat tota una gesta per a l'època. Molts fans dels Suns asseguraven que Barkley "posava a Phoenix en el mapa". Barkley guanyaria el seu primer i únic premi MVP aquella temporada.

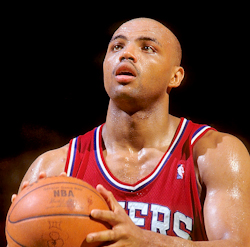
Charles Barkley es va convertir en l'estrella dels Suns.

A més de Barkley, els Suns van adquirir altres jugadors clau per a la seva plantilla, incloent Danny Ainge, guanyador de dos campionats amb Boston Celtics, i dues joves promeses seleccionades en el draft i procedents de l'Universitat d'Arkansas, el pivot Oliver Miller i l'aler Richard Dumas (que malgrat haver estat triat en el draft de 1991, havia estat suspès en el seu primer any per violar les polítiques antidroga de la lliga). Els Suns tenien un equip dinàmic i difícil de parar.
Sota el mandat de l'entrenador novell Paul Westphal (fins al moment assistent dels Suns i, com a jugador, membre de l'equip que va arribar el 1976 a les Finals de l'NBA), els Suns amb Barkley, Majerle i Johnson al capdavant van guanyar 62 partits aquest any. Després d'eliminar els Lakers, els Spurs i els Sonics, els Suns van arribar a les Finals per segona vegada en la història del club. Finalment van perdre dramàticament enfront de Chicago Bulls, liderats per Michael Jordan i Scottie Pippen. Aquesta sèrie va incloure un partit amb tres pròrrogues, el tercer, que juntament amb el cinquè de les Finals de 1976 es convertia en l'únic partit de tres pròrrogues de la història dels play-offs. Aproximadament 300.000 fans van inundar els carrers de Phoenix celebrant una temporada memorable, malgrat quedar subcampions.
Els Suns van continuar tenint un gran èxit en la lliga regular, amb una mitjana de 178-68 entre les temporades 1992-93, 1993-94 i 1994-95. L'equip va reforçar la seva plantilla afegint jugadors com A.C. Green, Danny Manning, Elliot Perry i Wesley Person. Malgrat quedar campions en la Divisió Pacífic el 1995, els Suns van ser eliminats en les semifinals de la Conferència Oest a mans de Houston Rockets, tot i haver-se situat dues victòries per sobre en l'eliminatòria.
Al final de la temporada temporada 1994-95, el gerent general dels Suns, Bryan Colangelo (fill de Jerry) va iniciar el que seria un traspàs molt costós, enviant a l'escorta all star Dan Majerle i una elecció de primera ronda del draft a Cleveland Cavaliers a canvi de John "Hot Rod" Williams. Majerle era un dels jugadors favorits dels afeccionats de l'equip, així com un dels més volguts en el vestuari. El traspàs es va dur a terme a causa de la necessitat vital que tenien els Suns d'un pivot, però al final l'equip va acabar trobant a faltar la presència de Majerle i el rendiment de Williams mai va ser l'esperat.
La temporada 1995-96 va ser bastant decebedora pels Suns, amb un balanç final de 41-41 i sent eliminats en la primera ronda dels play-offs per San Antonio Spurs. Westphal va ser acomiadat a meitat de la temporada i reemplaçat una vegada més per Fitzsimmons. Per si no fos poc, les males relacions amb els gerents i la impossibilitat de guanyar algun campionat va portar Charles Barkley a abandonar l'equip rumb a Houston, a canvi de Sam Cassell, Robert Horry, Mark Bryant i Chucky Brown. El traspàs va resultar ser igual d'improductiu per a tots dos equips. Els millors anys de Barkley havien passat i la seva habilitat física s'havia vist molt reduïda. Quant als Suns, tres d'aquests jugadors incorporats en el traspàs no van arribar a començar la segona temporada amb el club, a més de que els dos jugadors amb més talent (Horry i Cassell) tenien constantment frecs amb l'entrenador i semblaven ser una mala influència per al vestuari.
En el Draft de l'NBA de 1996 els Suns van utilitzar la seva 15a. elecció per escollir al base canadenc Steve Nash. Es fans dels Suns van mostrar el seu desacord per triar un jugador relativament desconegut, ja que no havia jugat a cap universitat. Durant les seves dues primeres temporades en l'NBA, Nash va sortir des de la banqueta, tenint per davant jugadors consolidats com Jason Kidd i Kevin Johnson. El 25 de juny de 1998 Nash va ser traspassat als Mavericks a canvi de Martin Müürsepp, Bubba Wells, els drets de Pat Garrity i una elecció de primera ronda que s'empraria per incorporar Shawn Marion.

### 1997-2004
Després de l'acord, els Suns van començar la temporada 1996-97 amb un miserable inici de 0-13, sent el pitjor començament en la història del club. Durant aquell 13è partit, Fitzsimmons va dimitir com a entrenador a la meitat del partit i el jugador Danny Ainge va haver d'ocupar el seu lloc.
Després d'una picabaralla en la pista entre Ainge i Horry, aquest últim va ser traspassat als Lakers a canvi de l'all-star Cedric Ceballos. També Cassell acabaria sortint, negociat amb els Mavericks per Jason Kidd. Amb un quintet majoritàriament baix, els Suns van aconseguir una ratxa d'11 victòries consecutives que els va valer la classificació per als play-offs de 1997, en una sèrie en la qual van caure davant els favorits Sonics.
En la pretemporada de 1999-00 els Suns van contractar l'All-Star Anfernee "Penny" Hardaway, creant una gran expectació per veure la dupla que formaria amb Kidd. No obstant, la parella va disputar pocs partits plegats, doncs Hardaway es va lesionar a meitat de temporada i Kidd es va trencar el colze just abans dels play-offs de 2000, quan l'aler començava a tornar de nou a la pista. Una vegada en els play-offs, els Suns van sorprendre als favorits Spurs deixant-los fora amb un 3-1. En la següent ronda, malgrat la recuperació de Kidd, els Suns van ser eliminats pel posterior campió, Los Angeles Lakers, per 4-1.
Els Suns van continuar apareixent als play-offs fins a la campanya 2001-02, on no es van classificar per primera vegada en catorze anys. Aquesta temporada va estar marcada pel traspàs de Jason Kidd, en gran part degut a un episodi de violència domèstica. A canvi de Kidd, els New Jersey Nets van enviar Stephon Marbury al club d'Arizona. No obstant això, els Suns van poder triar en el draft a Amar'e Stoudemire.
En la temporada 2003-04 els Suns van tornar a veure's fora dels play-offs. Molt lluny de les places que donaven accés als play-off, la direcció de l'equip va fer un fort traspàs a meitat de temporada i van enviar Stephon Marbury i Penny Hardaway als New York Knicks. Després d'aquest traspàs, els Suns van continuar patint, però va tenir l'oportunitat de fer créixer una plantilla més jove, sense grans noms.

### L'era Nash (2004-2012)
La situació a Phoenix va canviar dràticament a meitat de dècada. El club va passar de lluitar per un lloc als play-offs a ser considerat un dels favorits a guanyar el títol. Una de les claus en aquesta metamorfosi és la tornada de Steve Nash, que va aconseguir convertir els Suns en l'equip més anotador de la lliga i amb més afluència de públic tots i cadascun dels anys des del seu fitxatge, així com la contractació de l'entrenador Mike D'Antoni.

#### 2004-2005: Torna Nash i Phoenix ressorgeix de les seves cendres

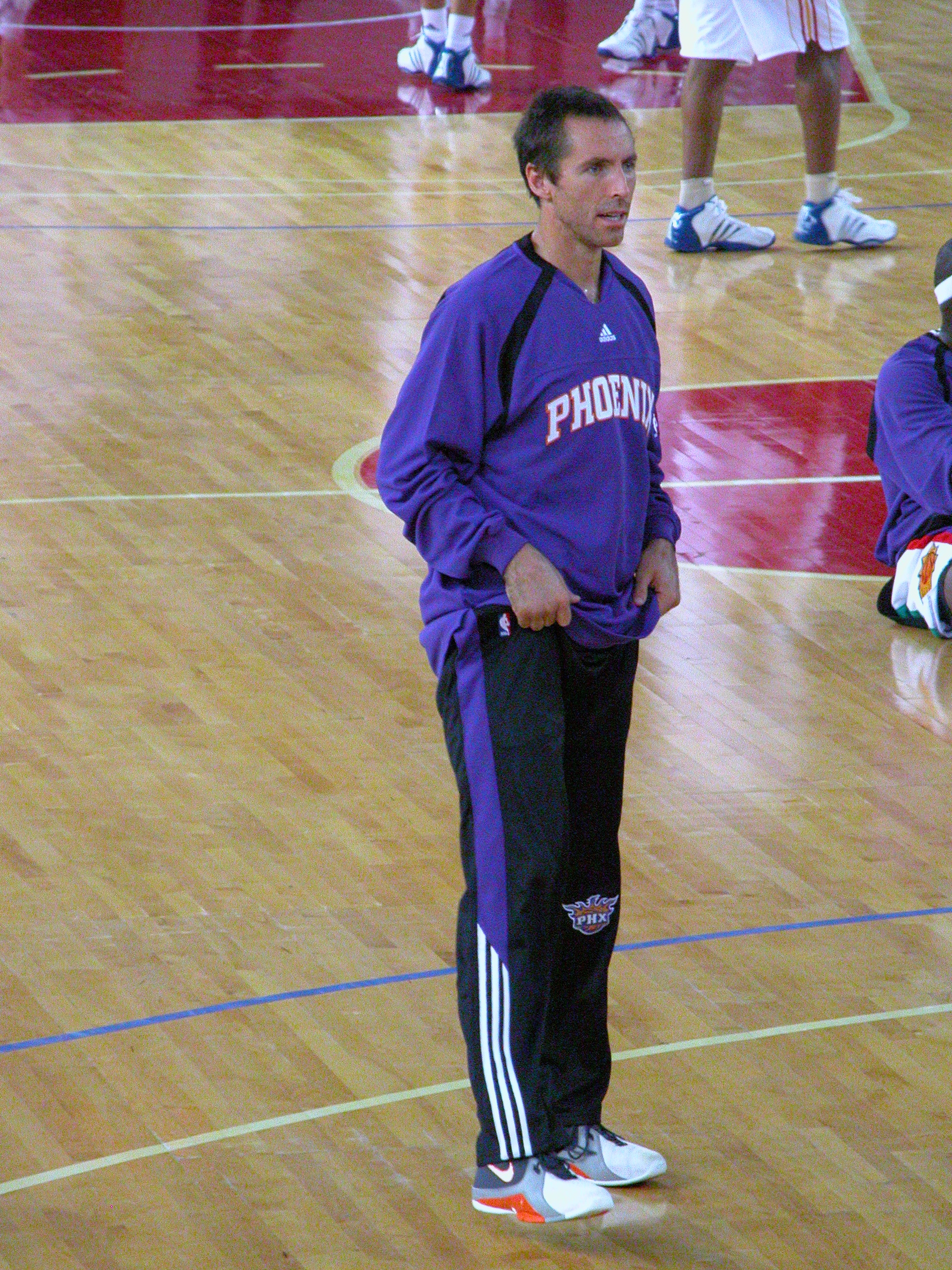
Nash va tornar a Phoenix per triomfar, guanyant 2 premis MVP.

Tot just començar 2004, Jerry Colangelo va anunciar que els Phoenix Suns serien venuts a un grup inversor, encapçalat per l'empresari de San Diego Robert Sarver, per 401 milions de dòlars. No obstant això, la temporada 2004-05 va marcar la tornada dels Suns a l'elit de l'NBA, arribant a un registre de 62-20 en la lliga regular i superant el rècord de la franquícia aconseguint la temporada 1992-93. Això va ser possible gràcies a la readquisició del base all-star Steve Nash al mercat d'agents lliures de 2004, malgrat les crítiques inicials per haver de pagar un salari força alt a un base ja en la trentena. Nash va realitzar una magnífica temporada, guanyant el trofeu MVP de l'NBA. Amar'e Stoudemire i Shawn Marion van disputar l'All-Star i l'entrenador debutant Mike D'Antoni, va ser nomenat entrenador de l'any de l'NBA.
En els play-offs de 2005, els Suns van escombrar els Memphis Grizzlies amb un 4-0 i van eliminar Dallas en la segona ronda per 4-2, amb Steve Nash forçant la pròrroga en el sisè partit amb un triple en els últims segons. En les finals de conferència, els Suns es van enfrontar als San Antonio Spurs, i els texans van guanyar la sèrie per 4-1, acabant amb l'espectacular temporada dels Suns. Tres de les derrotes de Phoenix van tenir lloc com a local. Stoudemire va fer una mitjana de 37,0 punts per partit, la mitjana més alta aconseguida mai per un jugador en les seves primeres finals de conferència.

#### 2005-2006: Lesions i rivalitat amb els Lakers

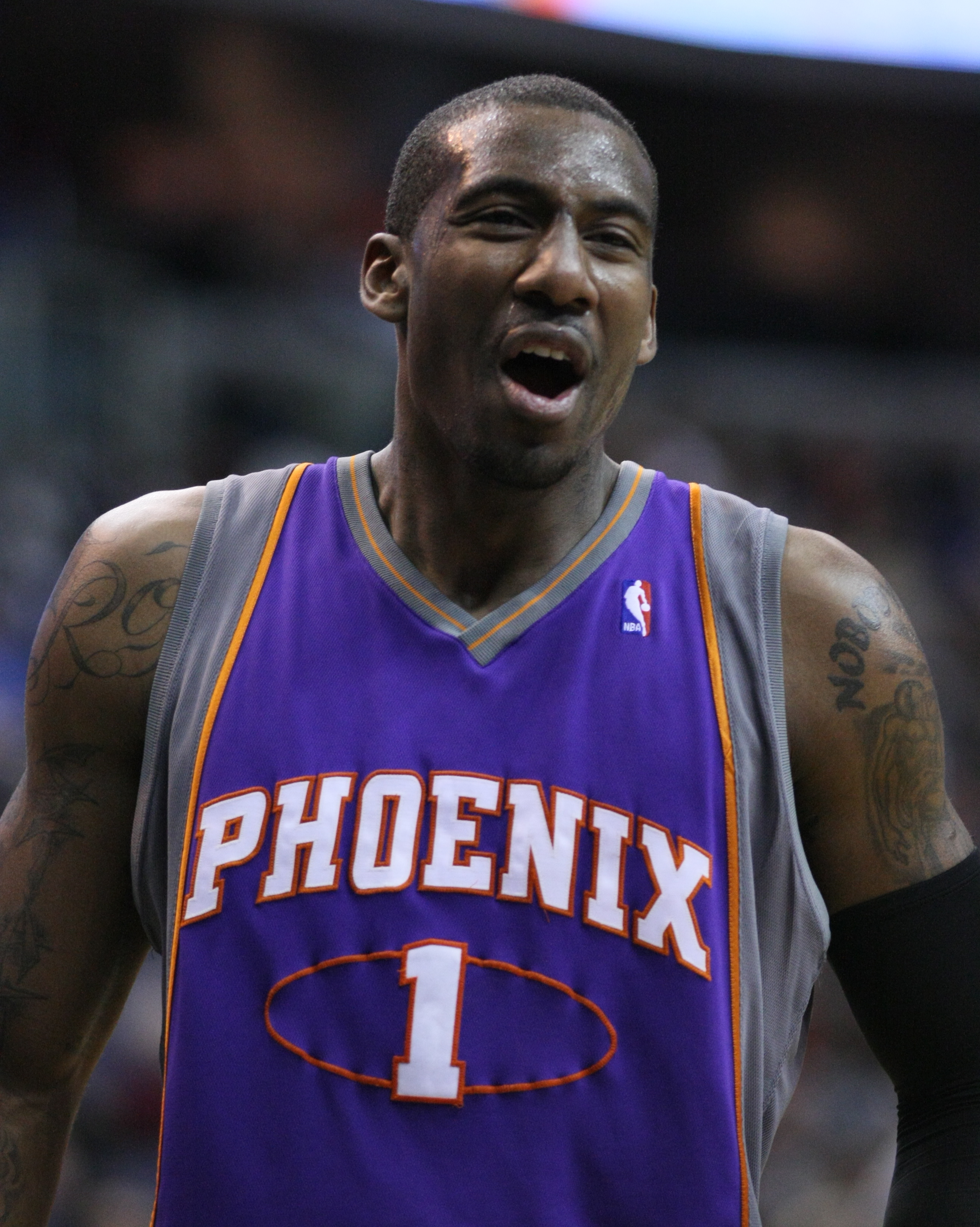
Amar'e Stoudemire va estar 8 temporades al club.

La temporada 2005-06 va començar amb un succés fatídic, la fractura en el genoll de Stoudemire. El jugador interior dels Suns va sotmetre's a cirurgia el 18 d'octubre de 2005 i es va perdre tots els partits de la temporada regular excepte tres. A més d'aquest problema, el prometedor escorta Joe Johnson va sol·licitar el traspàs als Atlanta Hawks, en un intercanvi que va dur a Phoenix l'aler francés Boris Diaw i dues futures eleccions de primera ronda del draft. Les altres adquisicions d'aquest any van ser Raja Bell i Kurt Thomas. Malgrat la falta de jugadors, els Suns van ser capaços de guanyar de nou la Divisió Pacífic amb un registre de 54-28 i classificant-se segons en la Conferència Oest. Steve Nash va ser guardonat amb el seu segon MVP consecutiu, sent el segon base (Magic Johnson va ser el primer) a guanyar aquest trofeu diverses vegades seguides. També, Boris Diaw va ser nomenat Jugador Més Millorat.
Els Suns van començar els play-offs de 2006 com a favorits enfront de Los Angeles Lakers. Després de guanyar el primer partit a Phoenix, es van veure superats i van situar-se 1-3 gràcies a unes actuacions impressionants de Kobe Bryant, especialment en el quart partit, on l'equip de Los Angeles va remuntar cinc punts en els últims 12 segons, i Bryant va anotar primer una safata per forçar la pròrroga, i després un tir en suspensió sobre la botzina per guanyar el partit en el temps extra. Emperò, els Suns es van reposar i van guanyar els últims tres partits per passar a semifinals de conferència. Phoenix es van convertir en el vuitè equip en la història de l'NBA a guanyar una ronda dels play-offs remuntant un 3-1 en contra.
En la segona ronda, els Suns es van enfrontar Los Angeles Clippers. L'eliminatòria va ser un estira i arronsa, amb tots dos equips guanyant partits a domicili. La sèrie anava 2-2 quan els Suns van donar la cara per guanyar el cinquè perdut amb una doble pròrroga, per després perdre el sisè partit i finalment portar-se l'eliminatòria vencent en el setè partit en el US Airways Center, guanyant per un marge de 20 punts el 22 de maig de 2006.
Els Suns es van veure les cares amb Dallas Mavericks en les Finals de Conferència Oest. Phoenix es va portar el primer partit a Dallas per un sol punt i va guanyar el 30 de maig en el quart partit, empatant la sèrie a 2. A més de la baixa de Stoudemire, en aquesta ronda van patir els problemes físics de Bell. Els Suns van barallar durament, impulsats per les bones actuacions de Diaw i del brasiler Leandro Barbosa, però van ser eliminats el 3 de juny de 2006 en el sisè partit.

#### 2006-2007: Neix la 'Mala sort dels Suns'

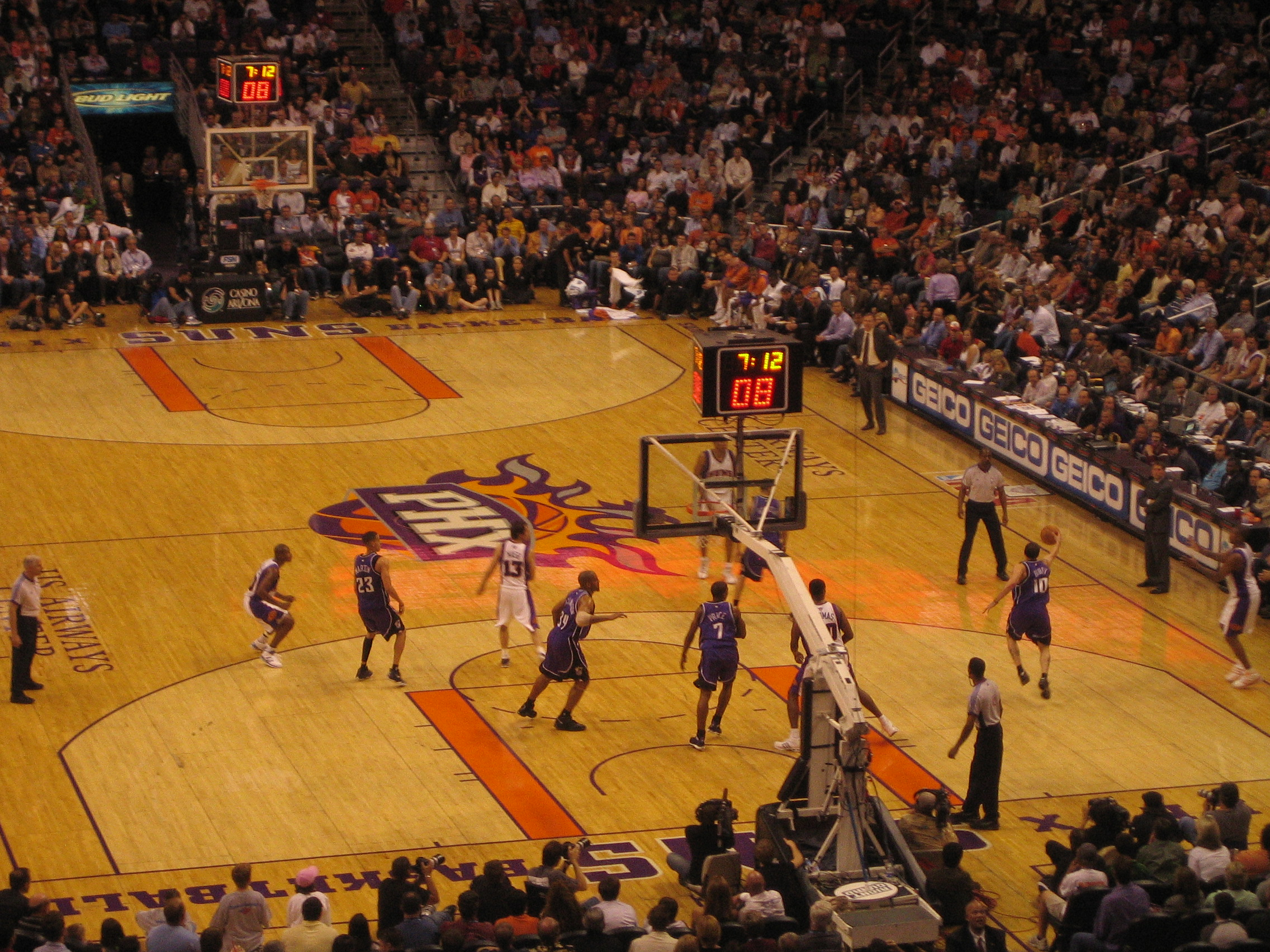
Partit contra els Kings en la temporada 2006-07.

En la pretemporada de 2006, els Suns van contractar Marcus Banks, fins al moment base de Minnesota Timberwolves, amb un contracte de cinc anys per 21 milions de dòlars. Els Suns van renovar també a l'escorta/base Leandro Barbosa amb un contracte a cinc anys que va començar en la temporada 2007-08 per 33 milions de dòlars. Boris Diaw va ser també renovat, donada la seva espectacular campanya, per cinc anys a 45 milions de dòlars.
Després d'una temporada regular de 61 victòries i 21 derrotes, Steve Nash va tornar a liderar la lliga en assistències i a guiar a Phoenix al segon lloc de la Conferència Oest, per darrere dels Dallas Mavericks. El base va estar a punt d'obtenir el seu tercer MVP consecutiu, però en unes votacions ajustades, el premiat va ser l'alemany Dirk Nowitzki. Va ser una decisió molt discutida, especialment després de la sorprenent eliminació dels Mavs en primera ronda davant els Golden State Warriors. A més, Leandro Barbosa va guanyar el premi a Millor Sisè Home de 2007, Raja Bell va entrar en el Primer Quintet Defensiu i Amar'e Stoudemire van ser inclosos en el Millor Quintet de la temporada per primera i tercera vegada respectivament. A més, Nash, Stoudemire i Shawn Marion van participar en l'All-star Game de l'NBA.

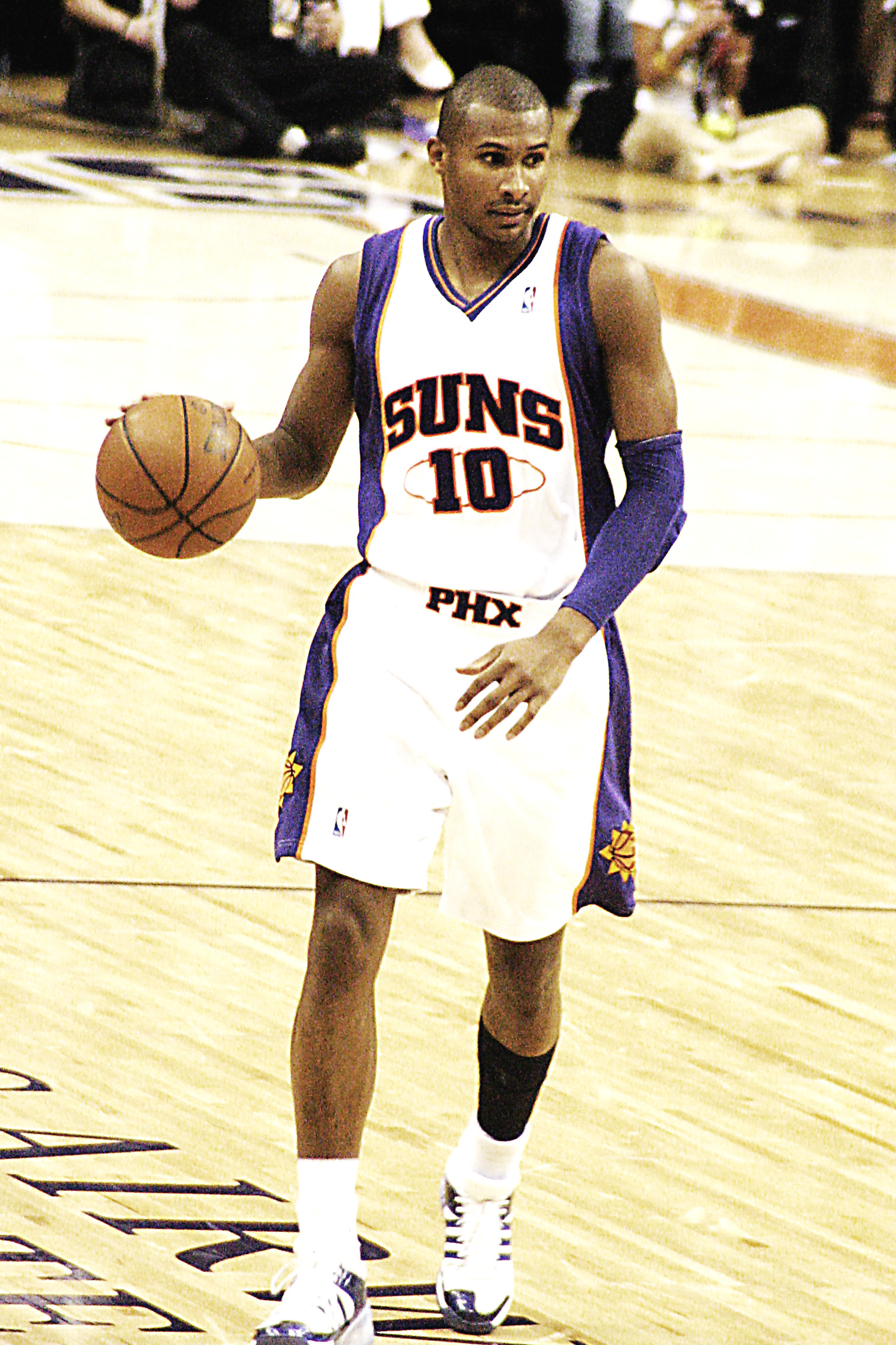
Leandro Barbosa, Millor Sisè Home de 2007.

En post-temporada, es van tornar a trobar amb els Lakers en la primera ronda dels play-offs de 2007, i van batre l'equip californià per un còmode 4-1. No obstant això, en les semifinals de conferència, els Spurs van derrotar els Suns per 4-2, en una eliminatòria envoltada de polèmica. San Antonio va recuperar el factor pista en guanyar el primer partit a Phoenix, 111-106. Steve Nash es va perdre l'últim minut del partit per una topada amb Tony Parker que li va deixar una bretxa en el nas. Els d'Arizona van sortir amb set de venjança en el segon duel de la sèrie, i van igualar l'eliminatòria amb una incontestable victòria per 101-81.
La sèrie es va moure llavors a San Antonio, on el tercer partit va ser per als texans per 108-101. El quart partit, en canvi, va ser pels Suns, però una acció a les acaballes va marcar l'esdevenir de l'eliminatòria. A falta d'un minut per acabar el temps reglamentari i amb els Suns tres punts per sobre, Robert Horry va fer una falta antiesportiva sobre Steve Nash. La lliga va sancionar amb dos partits l'aler dels Spurs per l'acció violenta; mentre Stoudemire i Diaw, que havien saltat de la banqueta per defensar el seu company, van rebre un partit de sanció. De nou a Phoenix, San Antonio va imposar-se com a visitant per un curt 88-85, i va rematar la feina a casa, amb un 114-106 en el sisè partit.

#### 2007-2009: Arriba Shaq
En estiu de 2007, la franquícia va fer diversos moviments d'importància, com el fitxatge de l'aler Grant Hill i el de Steve Kerr com a gerent general i cap d'operacions. En el Draft de 2007 van seleccionar al mallorquí Rudy Fernández en la 24a posició, però va traspassar-lo poc després a Portland Trail Blazers a canvi de diners. Alando Tucker va ser triat en el lloc 29 i D.J. Strawberry en la segona ronda. El 6 de febrer de 2008, els Suns van traspassar Shawn Marion i Marcus Banks a Miami Heat per Shaquille O'Neal, prometent en la seva presentació un anell per als Suns. Poc menys d'un mes després, l'equip va fitxar al croat Gordan Giricek, que era agent lliure.

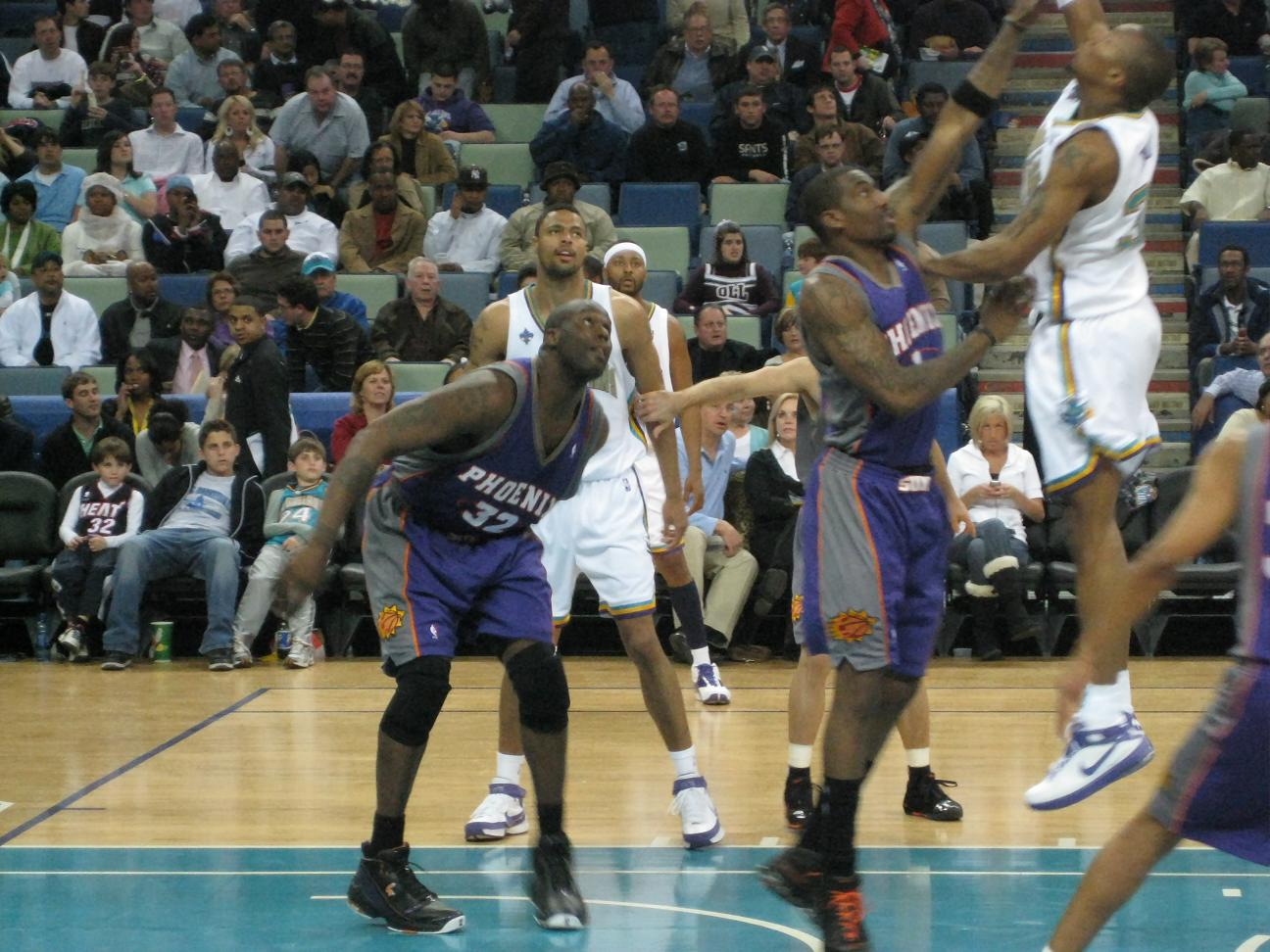
Shaquille O'Neal en un partit davant New Orleans Hornets.

Els Suns van finalitzar la temporada amb un balanç de 55 victòries i 27 derrotes. En play-offs, es van veure les cares un any més amb San Antonio Spurs, perdent l'eliminatòria per un contundent 4-1. En 4 de les darreres 6 post-temporades, els Suns van ser eliminats pels Spurs.
El 10 de desembre de 2008, el club va enviar a a Charlotte Boris Diaw, Raja Bell i Sean Singletary; a canvi de Jason Richardson, Jared Dudley i una segona ronda del draft de 2010. Malgrat la recuperació de Shaquille O'Neal en el seu joc (17,9 punts, 8,5 rebots i 1,5 taps per partit), una nova baixa de llarga durada d'Amar'e Stoudamire va deixar l'equip fora dels play-offs amb un balanç de 46-36.

#### 2009-2012: La fi de l'era Nash
Tot just finalitzar la temporada 2008-09, els Suns van traspassar O'Neal a Cleveland Cavaliers a canvi de Sasha Pavlovic, Ben Wallace i una segona ronda del draft de 2010. Amb tot, cap dels dos jugadors arribaria a jugar-hi, acabant Wallace als Pistons i Pavlovic als Timberwolves. Els Suns van fer una bona temporada, amb Alvin Gentry dirigint des de la banqueta. Van acabar la fase regular en la segona posició de la Divisió Pacífic, per darrere dels Lakers. Precisament l'equip de Los Angeles seria l'encarregat de tombar a Phoenix en les finals de la Conferència Oest, per 4-2.
Poc després de finalitzar la temporada, Stoudemire va rebutjar l'oferta de renovació de l'equip i va signar per cinc temporades amb els New York Knicks a canvi de 100 milions de dòlars, posant fi a vuit anys com a jugador dels Suns. El club es va reconstruir a correcuita, contractant a Josh Childress, Hidayet Türkoğlu i Hakim Warrick. El desembre d'aquest any, en un intercanvi amb Orlando Magic, van arribar Marcin Gortat, Vince Carter i Mickaël Piétrus a canvi de Jason Richardson, Earl Clark i el propi Hedo Türkoğlu. Per la 2010-11, els Suns van adquirir lliure a Aaron Brooks.

### 2012-2016: Reconstrucció
L'estiu de 2012, els Suns feien un "sign & trade" amb Los Angeles Lakers, pel qual Steve Nash desembarcava als Lakers a canvi de diverses rondes de draft. Per ajudar en la reconstrucció de l'equip, els Suns van fitxar lliures a Michael Beasley, Goran Dragić i Luis Scola. Al seu torn, en un intercanvi a tres bandes amb New Orleans Hornets i Minnesota Timberwolves, arribaven a l'equip Wesley Johnson i Brad Miller a canvi de Robin Lopez i Hakim Warrick. Al setembre d'aquest any, Channing Frye va ser donat de baixa a causa d'una miocardiopatia dilatada.
Després d'una temporada difícil pels Suns, on solament van signar 25 victòries dels 82 partits jugats en la temporada regular (la segona pitjor temporada en la seva història, després de la del debut, l'any 1968); perdrien per tercer any consecutiu el tren dels playoffs. Els Suns, amb un equip afeblit no solament pel baix rendiment sinó, a més, per la manca de talent i joventut, va decidir llavors una gran reestructuració. Es va acomiadar l'entrenador i contractar Jeff Hornacek (antic jugador de Phoenix Suns, de 1986 a 1992) i la plantilla es va renovar amb jugadors d'Indiana Pacers (l'aler Gerald Green, el pivot Miles Plumlee i una futura primera elecció del draft, a canvi de l'ala-pivot Luis Scola); de Washington Wizards (Emeka Okafor per Marcin Gortat, Shannon Brown, Malcolm Lee i Kendall Marshall) i d'altres operacions. Sumat a les eleccions corresponents al draft (Archie Goodwin i Alex Len), es van formar una plantilla que donaria esperances per a la resurrecció de la franquícia.
Aquest conjunt va respondre molt bé a l'inici de la temporada regular 2013-14, arribant a un balanç 19-11 en els dos primers mesos de competició, demostrant com la nova plantilla i la direcció de Jeff Hornacek podien donar un brillant futur al conjunt d'Arizona. El gener del 2014 Eric Bledsoe es va lesionar el menisc, necessitant operació, per la qual cosa els Suns van fitxar l'antic base de l'equip Leandro Barbosa. Al febrer es va anunciar que Goran Dragic no participaria en el partit de l'All-Star però sí que estarà en el Skill Challenge i que Miles Plumlee participarà en el Rising Star Game, dos esdeveniments del cap de setmana de les estrelles.
Finalment, Phoenix acaba la temporada 2013-14 amb un registre de 48 victòries i 34 derrotes. Es va convertir, així, en l'equip amb més partits guanyats durant la temporada regular sense disputar els Playoffs en tota la història de l'NBA. Per la bona temporada i la gran diferència assolida d'acord amb la temporada anterior, l'entrenador Jeff Hornacek va quedar en segon lloc en la votació de l'entrenador de l'any de l'NBA, darrere de Gregg Popovich. Així també, Goran Dragic va guanyar el premi al Jugador Més Millorat de l'NBA.
El 2 de gener de 2015 els Suns van fer història en ser el primer equip a tenir en pista alhora dues parelles de germans, Goran i Zoran Dragic d'una banda i Marcus i Markieff Morris per l'altre.
En el Draft de l'NBA de 2015 els Phoenix Suns van triar en la posició número 13 Devin Booker, qui esdevindria uns dels millors llançadors de la lliga. Després de les lesions d'Eric Bledsoe i Brandon Knight al començament de la temporada 2015-16, Hornacek va provar amb posar al jove de titular, i va acabar amb una mitjana de 13,8 punts, 2,6 assistències i 2,5 rebots per partit. Això ho va convertir en uns dels millors rookies de la temporada i finalment va ser nomenat en el Millor quintet de rookies de l'NBA per darrere de Karl-Anthony Towns i D'Angelo Russell.
En el Draft de l'NBA de 2016, els Phoenix Suns van triar en quarta posició, fent-se amb els serveis del jove Dragan Bender, un croata de 18 anys que venia del Maccabi de Tel Aviv d'Israel. Després es farien amb Marquese Chriss (8a posició, per Sacramento Kings), a canvi de Georgios Papagiannis (14a elecció) i Skal Labissière (28a). En la segona ronda, elegirien a Tyler Ulis en el lloc 34 del draft.
A aquests jugadors se sumarien las incorporaciones de dos veterans que tornaven a la plantilla d'Arizona, Leandro Barbosa (tercera etapa) i Jared Dudley (segona etapa). Jon Leuer, Mirza Teletović i Ronnie Price van passar a ser agents lliures i no van renovar amb el club. Archie Goodwin i John Jenkins, els dos escoltes de l'equip, acabarien sent acomiadats pel nou entrenador, Earl Watson.

## Pavellons
- Arizona Veterans Memorial Coliseum (1968-1992)
- Talking Stick Resort Arena (anteriorment anomenat America West Arena) (1992-avui)

## Trajectòria
Nota: G: Partits guanyats; P: Partits perduts; %: Percentatge de victòries
| Temporada    | G    | P    | %    | Play-offs                                                                               | Resultat                                                                                  |
| ------------ | ---- | ---- | ---- | --------------------------------------------------------------------------------------- | ----------------------------------------------------------------------------------------- |
| Phoenix Suns |      |      |      |                                                                                         |                                                                                           |
| 1968-69      | 16   | 66   | .195 |                                                                                         |                                                                                           |
| 1969-70      | 39   | 43   | .476 | Perd semifinals Divisió                                                                 | LA Lakers 4, Phoenix 3                                                                    |
| 1970-71      | 48   | 34   | .585 |                                                                                         |                                                                                           |
| 1971-72      | 49   | 33   | .598 |                                                                                         |                                                                                           |
| 1972-73      | 38   | 44   | .463 |                                                                                         |                                                                                           |
| 1973-74      | 30   | 52   | .366 |                                                                                         |                                                                                           |
| 1974-75      | 32   | 50   | .390 |                                                                                         |                                                                                           |
| 1975-76      | 42   | 40   | .512 | Guanya Semifinals Conferència Guanya Finals Conferència Perd Finals NBA                 | Phoenix 4, Seattle 2 Phoenix 4, Golden State 3 Boston 4, Phoenix 2                        |
| 1976-77      | 34   | 48   | .415 |                                                                                         |                                                                                           |
| 1977-78      | 49   | 33   | .598 | Perd 1a Ronda                                                                           | Milwaukee 4, Phoenix 0                                                                    |
| 1978-79      | 50   | 32   | .610 | Guanya 1a Ronda Guanya Semifinals Conferència Perd Finals Conferència                   | Phoenix 2, Portland 1 Phoenix 4, Kansas City 1 Seattle 4, Phoenix 3                       |
| 1979-80      | 55   | 27   | .671 | Guanya 1a Ronda Perd Semifinals Conferència                                             | Phoenix 2, Kansas City 1 LA Lakers 4, Phoenix 1                                           |
| 1980-81      | 57   | 25   | .695 | Perd Semifinals Conferència                                                             | Kansas City 4, Phoenix 3                                                                  |
| 1981-82      | 46   | 36   | .561 | Guanya 1a Ronda Perd Semifinals Conferència                                             | Phoenix 2, Denver 1 LA Lakers 4, Phoenix 0                                                |
| 1982-83      | 53   | 29   | .646 | Perd 1a Ronda                                                                           | Denver 2, Phoenix 1                                                                       |
| 1983-84      | 41   | 41   | .500 | Guanya 1a Ronda Guanya Semifinals Conferència Guanya Finals Conferència                 | Phoenix 3, Portland 2 Phoenix 4, Utah 2 LA Lakers 4, Phoenix 2                            |
| 1984-85      | 36   | 46   | .439 | Perd 1a Ronda                                                                           | LA Lakers 3, Phoenix 0                                                                    |
| 1985-86      | 32   | 50   | .390 |                                                                                         |                                                                                           |
| 1986-87      | 36   | 46   | .439 |                                                                                         |                                                                                           |
| 1987-88      | 24   | 54   | .341 |                                                                                         |                                                                                           |
| 1988-89      | 55   | 27   | .671 | Guanya 1a Ronda Guanya Semifinals Conferència Perd Finals Conferència                   | Phoenix 3, Denver 0 Phoenix 4, Golden State 1 LA Lakers 4, Phoenix 0                      |
| 1989-90      | 54   | 28   | .659 | Guanya 1a Ronda Guanya Semifinals Conferència Perd Finals Conferència                   | Phoenix 3, Utah 2 Phoenix 4, LA Lakers 1 Portland 4, Phoenix 2                            |
| 1990-91      | 55   | 27   | .671 | Perd 1a Ronda                                                                           | Utah 3, Phoenix 1                                                                         |
| 1991-92      | 53   | 29   | .646 | Guanya 1a Ronda Perd Semifinals Conferència                                             | Phoenix 3, San Antonio 0 Portland 4, Phoenix 1                                            |
| 1992-93      | 62   | 20   | .756 | Guanya 1a Ronda Guanya Semifinals Conferència Guanya Finals Conferència Perd Finals NBA | Phoenix 3, LA Lakers 2 Phoenix 4, San Antonio 2 Phoenix 4, Seattle 3 Chicago 4, Phoenix 2 |
| 1993-94      | 56   | 26   | .683 | Guanya 1a Ronda Perd Semifinals Conferència                                             | Phoenix 3, Golden State 0 Houston 4, Phoenix 3                                            |
| 1994-95      | 59   | 23   | .720 | Guanya 1a Ronda Perd Semifinals Conferència                                             | Phoenix 3, Portland 0 Houston 4, Phoenix 3                                                |
| 1995-96      | 41   | 41   | .500 | Perd 1a Ronda                                                                           | San Antonio 3, Phoenix 1                                                                  |
| 1996-97      | 40   | 42   | .488 | Perd 1a Ronda                                                                           | Seattle 3, Phoenix 2                                                                      |
| 1997-98      | 56   | 26   | .683 | Perd 1a Ronda                                                                           | San Antonio 3, Phoenix 1                                                                  |
| 1998-99      | 27   | 23   | .540 | Perd 1a Ronda                                                                           | Portland 3, Phoenix 0                                                                     |
| 1999-00      | 53   | 29   | .646 | Guanya 1a Ronda Perd Semifinals Conferència                                             | Phoenix 3, San Antonio 1 LA Lakers 4, Phoenix 1                                           |
| 2000-01      | 51   | 31   | .623 | Perd 1a Ronda                                                                           | Sacramento 3, Phoenix 1                                                                   |
| 2001-02      | 36   | 46   | .439 |                                                                                         |                                                                                           |
| 2002-03      | 44   | 38   | .537 | Perd 1a Ronda                                                                           | San Antonio 4, Phoenix 2                                                                  |
| 2003-04      | 29   | 53   | .354 |                                                                                         |                                                                                           |
| 2004-05      | 62   | 20   | .756 | Guanya 1a Ronda Guanya Semifinals Conferència Perd Finals Conferència                   | Phoenix 4, Memphis 0 Phoenix 4, Dallas 2 San Antonio 4, Phoenix 1                         |
| 2005-06      | 54   | 28   | .659 | Guanya 1a Ronda Guanya Semifinals Conferència Perd Finals Conferència                   | Phoenix 4, LA Lakers 3 Phoenix 4, LA Clippers 3 Dallas 4, Phoenix 2                       |
| 2006-07      | 61   | 21   | .744 | Guanya 1a Ronda Perd Semifinals Conferència                                             | Phoenix 4, L.A. Lakers 1 San Antonio 4, Phoenix 2                                         |
| 2007-08      | 55   | 27   | .671 | Perd 1a Ronda                                                                           | San Antonio 4, Phoenix 1                                                                  |
| 2008-09      | 46   | 36   | .561 |                                                                                         |                                                                                           |
| 2009-10      | 54   | 28   | .659 | Guanya 1a Ronda Guanya Semifinals Conferència Perd Finals Conferència                   | Phoenix 4, Portland 2 Phoenix 4, San Antonio 0 L.A. Lakers 4, Phoenix 2                   |
| 2010-11      | 40   | 42   | .488 |                                                                                         |                                                                                           |
| 2011-12      | 33   | 33   | .500 |                                                                                         |                                                                                           |
| 2012-13      | 25   | 57   | .305 |                                                                                         |                                                                                           |
| Totals       | 2012 | 1630 | .552 |                                                                                         |                                                                                           |
| Playoffs     | 132  | 137  | .491 |                                                                                         |                                                                                           |

## Jugadors destacats
- Charles Barkley
- Steve Nash